# Фёдоров, Александр Иванович (Герой Социалистического Труда)
Александр Иванович Фёдоров (1904, Островное, Оренбургская губерния — 1968, Кемерово) — советский руководитель предприятий угольной промышленности, Герой Социалистического Труда (1948).

## Биография
Александр Иванович Фёдоров родился в 1904 году в селе Островном Мишкинской волости Челябинского уезда Оренбургской губернии, ныне село входит в Мишкинский муниципальный округ Курганской области.
Окончив начальную школу, работал на селе. Вступил в комсомол, был направлен на работу в Кузбасс, на шахту № 9/15 в Анжеро-Судженске. За восемь лет работы освоил шахтерские профессии откатчика, крепильщика, забойщика, навалоотбойщика.
С 1929 года член ВКП(б), в 1952 году партия переименована в КПСС.
Окончил рабфак. В 1937 году окончил Томский индустриальный институт, получил специальность горного инженера по эксплуатации каменноугольных месторождений. Вернулся на шахту № 9/15, за три года прошел путь от помощника начальника участка до главного инженера. В 1938 году был назначен начальником этой шахты.
В 1941 году был назначен управляющий трестом «Сталинуголь» комбината «Кузбассуголь» (В 1961 году произошло объединение трестов «Прокопьевскуголь» и «Сталинуголь» в один трест «Прокопьевскуголь»). В годы Великой Отечественной войны руководил этим трестом. 
В 1947—1949 годах руководил трестом «Ленинуголь» комбината «Кемеровоуголь». За первый год работы шахты комбината увеличили среднесуточную добычу угля более чем на тысячу тонн. Государственный план по добыче угля в 1947 году трест выполнил на 101 %, а по добыче высокоценных коксующихся углей — на 107 %. К 1949 году добыча угля выросла более чем на 700 тонн в сутки. 
В 1949—1954 годах возглавлял комбинаты «Кизилуголь» и «Кузбассшахтострой».
Делегат XIX съезда КПСС. Депутат Кемеровского областного Совета депутатов трудящихся 4 и 5 созывов.
С 1956 года — на пенсии. Преподавал в Кузбасском политехническом институте.
Александр Иванович Фёдоров скончался в 1968 году в городе Кемерово Кемеровской области. Похоронен <где?>.

## Награды и звания
- Герой Социалистического Труда, 28 августа 1948 года
  - Медаль «Серп и Молот» № 2781
  - Орден Ленина № 78470
- Орден Ленина, 14 апреля 1942 года[4]
- Орден Трудового Красного Знамени, дважды: 20 октября 1943 года, 28 октября 1949 года
- Медаль «За трудовую доблесть», 4 сентября 1948 года
- Медаль «За доблестный труд в Великой Отечественной войне 1941—1945 гг.»
- Знак «Шахтёрская слава» II степени
- Персональное звание «Горный генеральный директор III ранга» (Персональные звания руководящих и инженерно-технических работников угольной промышленности СССР учреждены 10 сентября 1947 года, отменены 12 июля 1954 года)